# Chrysonotomyia turkmenica
Chrysonotomyia turkmenica is een vliesvleugelig insect uit de familie Eulophidae. De wetenschappelijke naam is voor het eerst geldig gepubliceerd in 1991 door Myartseva & Kurashev.